# Arquebisbat de Lanciano-Ortona

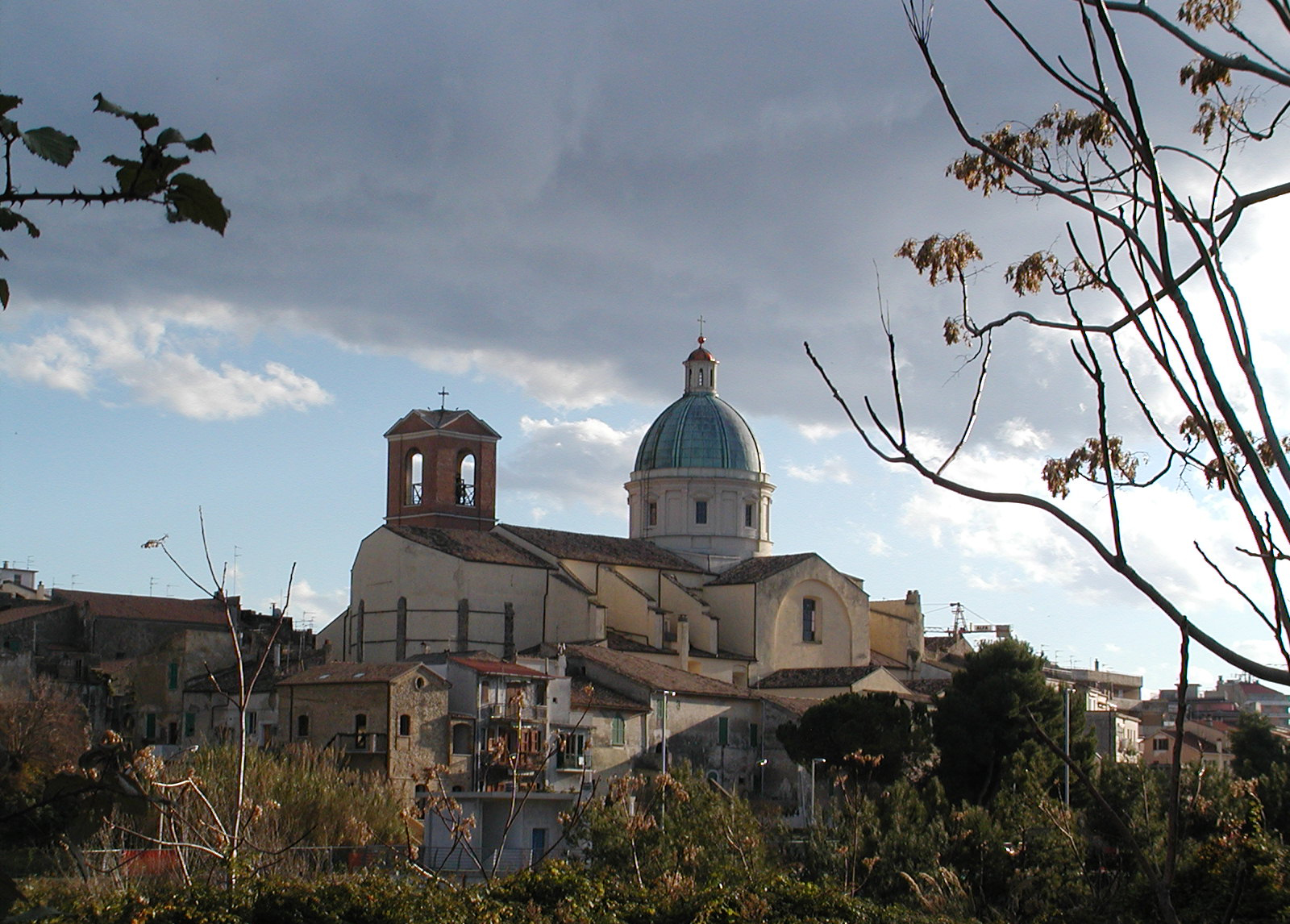
La basílica de Sant Tomàs a Ortona

L'arquebisbat de Lanciano-Ortona (italià: arcidiocesi di Lanciano-Ortona; llatí: Archidioecesis Lancianensis-Ortonensis) és una seu de l'Església catòlica, sufragània de l'arquebisbat de Chieti-Vasto, que pertany a la regió eclesiàstica Abruços-Molise. El 2004 tenia 90.205 batejats d'un total de 90.855 habitants. Actualment està regida per l'arquebisbe Emidio Cipollone.
En són patrons la Mare de Déu (per Laciano), sota l'advocació de Madonna del Ponte (commemorada el 16 de setembre), i l'apòstol sant Tomàs (per Ortona), de qui se'n custodien relíquies del segle xiii, celebrat el primer diumenge de maig (festa del Perdó) i el 3 de juliol.

## Territori
L'arquebisbat de Lanciano-Ortona està dividit en 42 parròquies que s'estenen sobre un territori de 305,63 km².. Ocupa la part centre-oriental de la província de Chieti, i comprèn els municipis d'Ari, Arielli, Canosa Sannita, Castel Frentano, Crecchio, Frisa, Lanciano, Mozzagrogna, Ortona, Poggiofiorito, San Vito Chietino (només la part de Sant'Apollinare Chietino), Santa Maria Imbaro, Tollo i Treglio.
La seu arxiepiscopal és la ciutat de Lanciano, on es troba la catedral de la Madonna del Ponte. A Ortona hi ha la cocatedral de San Tommaso Apostolo.

## Història

### Lanciano
A petició dels ciutadans de Lanciano, que es ressentien de la submissió eclesiàstica a Chieti, ja en 1499 el Papa Alexandre VI havia fet independent de l'arxiprestat de Lanciano fent-la immediatament subjecta a la Santa Seu; era governada per l'arxiprest de Santa Maria la Major, que era també el vicari general de la diòcesi de Chieti.
No obstant això, l'exempció no era suficient. Així el 27 d'abril de 1515 el Papa Lleó X va erigir la diòcesi de Lanciano, amb territori desmembrat de la diòcesi de Chieti; la diòcesi, originalment immediatament subjecta a la Santa Seu, va ser feta pel Papa Climent VII sufragània de Chieti quan aquesta va ser elevat seu metropolitana l'1 de juny de 1526.
A petició del bisbe Leonardo Marini, el 9 de febrer de 1562 el Papa Pius IV amb la butlla Super universas elevà Laciano a la dignitat arquebisbal sense sufragànies i la va sustraure a la jurisdicció de l'arxidiòcesi de Chieti.
Els bisbes de Lanciano ocupar llocs de primer ordre en el govern de l'Església o dels Estats Pontificis: Leonardo Marini va ser nunci apostòlic davant l'emperador Carles V; el cardenal Egidi Canisi va ser nunci i legat pontifici a Espanya, a la República de Venècia i el Regne de Nàpols; Mario Bolognini va ser governador d'Ancona.
El Bisbe Francisco Romero va instituir el 1619 el seminari diocesà, que va ser dotat de copioses rendes pels seus successors Andrea Gervasi i Francesco Antonio Carafa.

### Ortona
El bisbat d'Ortona és d'origen antic. Dos bisbes, Blandino i Calunnioso, apareixen a les cartes de Gregori el Gran a finals del segle vi. Un altre bisbe, Vittore (o Viatore), va assistir a un sínode romà el 649; mentre que el bisbe Giovanni participà en qualitat de llegat apostòlic al sínode d'Altheim, a Alemanya, convocat per l'arquebisbe Herigar de Magúncia el 916.
Després no se'n sap res de la diòcesi fins que va ser restaurada pel Papa Pius V el 20 d'octubre de 1570 com a sufragània de Chieti.
El 13 de maig de 1604 es va unir a Ortona l'acabada de crear diòcesi de Campli que, encara que distant, era, com Ortona, domini Farnese als Abruços.
Entre els bisbes d'Ortona i Campli es recorda especialment el teatí Giovanni Vespoli-Casanatte († 1716), que va establir el seminari diocesà, va visitar diverses vegades les dues diòcesis i en totes dues va celebrar sínodes diocesans, d'acord amb les directrius del Concili de Trento. I també va restaurar la catedral d'Ortona i la seva cúpula, malmesa durant un terratrèmol .
Després del concordat de 1818 entre el Papa Pius VII i Ferran I, en virtut de la butlla De utiliori del 27 de juny de 1818 la diòcesi d'Ortona i Campli van ser suprimides per la deficiència d'ingressos: Campli i el seu districte es van fusionar a la diòcesi de Teramo, mentre que Ortona passà a Lanciano.

### Lanciano-Ortona
La diòcesi d'Ortona va ser novament restaurada el 19 de febrer de 1834 amb la butlla Ecclesiarum omnium del Papa Gregori XVI i va confiar-la, en règim d'administració perpètua, a l'arquebisbe de Lanciano. L'administració va acabar el 18 de febrer de 1946 quan Gioacchino Di Leo va ser nomenat arquebisbe de Lanciano i bisbe d'Ortona, unint així in persona episcopi les dues seus.
Amb butlla Fructuosae ecclesiae del 2 de març de 1982 Lanciano va perdre la dignitat metropolitana (conservant, però, el títol d'arxidiòcesis) i, juntament amb la diòcesi d'Ortona, es convertí en sufragània de l'arxidiòcesi de Chieti.
El 30 de setembre de 1986, amb la reorganització de les diòcesis d'Itàlia, la Congregació per als Bisbes, en virtut del decret Instantibus votis va declarar la plena unione de les esglésies de Lanciano i Ortona i la diòcesi va prendre el nom de l'actual d'arxidiòcesi de Lanciano-Ortona.

## Cronologia episcopal

### Seu de Lanciano
- Angelo Maccafani † (27 de juny de 1515 - 1 de desembre de 1517 mort)
  - Sede vacante (1517-1532)
- Egidio da Viterbo, O.E.S.A. † (10 d'abril de 1532 - 12 de novembre de 1532 mort)
- Michele Fortini, O.P. † (26 de febrer de 1533 o 1535 - 15 de febrer de 1539 mort)
- Juan Salazar Fernández † (30 d'abril de 1540 - 12 de setembre de 1555 mort)
  - Pompeo Piccolomini † (12 de juny de 1556 - 26 de gener de 1560 nomenat bisbe de Tropea) (vescovo eletto)
- Leonardo Marini, O.P. † (26 de gener de 1560 - 7 d'octubre de 1566 nomenat arquebisbe, a títol personal, d'Alba)
- Ettore Piscicelli † (13 d'octubre de 1568 - 23 de setembre de 1569 mort)
- Antonio Gaspar Rodríguez, O.F.M. † (20 d'octubre de 1570 - 1 de novembre de 1578 mort)
- Mario Bolognini † (3 de juliol de 1579 - 3 d'octubre de 1588 nomenat arquebisbe, a títol personal, de Crotone)
- Paolo Tasso † (17 d'octubre de 1588 - 2 de setembre de 1607 mort)
- Lorenzo Monzonís Galatina, O.F.M. † (27 de gener de 1610 - 20 de novembre de 1617 nomenat arquebisbe, a títol personal, de Pozzuoli)
- Francisco Romero, O.Carm. † (14 de maig de 1618 - 11 de gener de 1621 nomenat arquebisbe, a títol personal, de Vigevano)
- Andrea Gervasi † (24 de juny de 1622 - 9 d'agost de 1668 mort)
- Alfonso Álvarez Barba Ossorio, O.C.D. † (9 de setembre de 1669 - 29 de maig de 1673 nomenat arquebisbe de Bríndisi)
- Francesco Antonio Carafa, C.R. † (27 de maig de 1675 - 24 de novembre de 1687 nomenat arquebisbe, a títol personal, de Catània)
- Emanuele Della Torre, O. de M. † (9 d'agost de 1688 - 21 de juliol de 1694 mort)
- Giovanni Monreale † (4 de juliol de 1695 - 21 de maig de 1696 nomenat arquebisbe de Reggio Calàbria)
- Barnaba De Castro, O.E.S.A. † (25 de febrer de 1697 - 15 de desembre de 1700 nomenat arquebisbe de Bríndisi)
- Giovanni Uva, O.F.M. † (18 d'abril de 1701 - de gener de 1717 mort)
- Antonio Paternò † (8 de febrer de 1719 - 1730 mort)
- Arcangelo Maria Ciccarelli, O.P. † (30 d'abril de 1731 - 19 de desembre de 1738 nomenat arquebisbe, a títol personal, d'Ugento)
- Domenico De Pace † (26 de gener de 1739 - de març de 1745 mort)
- Antonio Ludovico Antinori, C.O. † (21 de juny de 1745 - 22 d'abril de 1754 nomenat arquebisbe d'Acerenza i Matera)
- Giacomo Leto † (20 de maig de 1754 - 5 de febrer de 1769 mort)
- Domenico Gervasoni † (20 de novembre de 1769 - de novembre de 1784 mort)
- Francesco Saverio De Vivo † (18 de desembre de 1786 - 27 de febrer de 1792 nomenat arquebisbe, a títol personal, de Nusco)
- Francesco Amoroso † (27 de febrer de 1792 - 8 de juliol de 1807 mort)
  - Sede vacante (1807-1818)
- Francesco Maria De Luca † (6 d'abril de 1818 - 13 de gener de 1839 mort)
- Ludovico Rizzuti † (23 de desembre de 1839 - 4 d'agost de 1848 mort)
- Giacomo De Vincentiis † (22 de desembre de 1848- 5 de maig de 1866 mort)
  - Sede vacante (1866-1872)
- Francesco Maria Petrarca † (23 de febrer de 1872 - 26 de desembre de 1895 mort)
- Angelo Della Cioppa † (22 de juny de 1896 - 29 de gener de 1917 mort)
- Nicola Piccirilli † (25 d'abril de 1918 - 4 de març de 1939 mort)
- Pietro Tesauri † (25 de maig de 1939 - 25 d'agost de 1945 mort)
- Gioacchino Di Leo † (18 de febrer de 1946 - 5 de juliol de 1950 nomenat arquebisbe, a títol personal, de Mazara del Vallo)
- Benigno Luciano Migliorini, O.F.M. † (13 de març de 1951 - 1 de juliol de 1962 mort)
- Pacifico Maria Luigi Perantoni, O.F.M. † (21 d'agost de 1962 - 14 d'agost de 1974 jubilat)
- Leopoldo Teofili † (14 d'agost de 1974 - 22 de desembre de 1981 mort)
- Enzio d'Antonio (13 de maig de 1982 - 30 de setembre de 1986 nomenat arquebisbe de Lanciano-Ortona)

### Seu d'Ortona (Ortona i Campli 1604-1818)
- Blandino † (inicis de 591 - 594 mort)
- Calunnioso † (citat el 599)
- Vittore (o Viatore) † (citat el 649)
- Giovanni † (citat el 916)
  - Seu suprimida
- Giovanni Domenico Rebiba † (8 de novembre de 1570 - 11 de desembre de 1595 nomenat bisbe de Catània)
- Alessandro Boccabarile † (15 de gener de 1596 - 31 d'octubre de 1623 mort)
- Antimo Degli Atti † (1 de juliol de 1624 - 1 d'octubre de 1640 mort)
- Francesco Antonio Biondi, O.F.M.Conv. † (3 de desembre de 1640 - 21 de desembre de 1643 mort)
- Alessandro Crescenzi, C.R.S. † (13 de juny de 1644 - 26 d'agost de 1652 nomenat bisbe de Bitonto)
- Carlo Bonafaccia † (3 de febrer de 1653 - 27 de maig de 1675 nomenat bisbe de Terni)
- Giovanni Vespoli-Casanatte, C.R. † (27 de maig de 1675 - 13 d'agost de 1716 mort)
- Giuseppe Falconi † (20 de desembre de 1717 - 16 de març de 1730 mort)
- Giovanni Romano † (11 de setembre de 1730 - 26 de setembre de 1735 nomenat bisbe de Catanzaro)
- Marcantonio Amalfitani † (26 de setembre de 1735 - 11 de novembre de 1765 mort)
- Domenico de Dominicis † (27 de gener de 1766 - 8 de març de 1791 mort)
- Antonio Cresi † (26 de març de 1792 - 22 de setembre de 1804 mort)
  - Sede vacante (1804-1818)
  - Seu suprimida (1818-1834)
  - Seu restaurada i administrada pels bisbes de Lanciano (1834-1946)
- Gioacchino Di Leo † (18 de febrer de 1946 - 5 de juliol de 1950 nomenat arquebisbe, a títol personal, de Mazara del Vallo)
- Benigno Luciano Migliorini, O.F.M. † (13 de març de 1951 - 1 de juliol de 1962 mort)
- Pacifico Maria Luigi Perantoni, O.F.M. † (21 d'agost de 1962 - 14 d'agost de 1974 jubilat)
- Leopoldo Teofili † (14 d'agost de 1974 - 22 de desembre de 1981 mort)
- Enzio d'Antonio (13 de maig de 1982 - 30 de setembre de 1986 nomenat arquebisbe de Lanciano-Ortona)

### Seu de Lanciano-Ortona
- Enzio d'Antonio (30 de setembre de 1986 - 25 de novembre de 2000 jubilat)
- Carlo Ghidelli (25 de novembre de 2000 - 11 d'octubre de 2010 jubilat)
- Emidio Cipollone, des de l'11 d'octubre de 2010

## Estadístiques
A finals del 2004, la diòcesi tenia 90.205 batejats sobre una població de 90.855 persones, equivalent al 99,3% del total.
| any  | població | població | població | sacerdots | sacerdots       | sacerdots       | sacerdots             | diaques | religiosos | religiosos | parroquies |
| ---- | -------- | -------- | -------- | --------- | --------------- | --------------- | --------------------- | ------- | ---------- | ---------- | ---------- |
| any  | batejats | total    | %        | total     | clergat secular | clergat regular | batejats por sacerdot | diaques | homes      | dones      |            |
| 1949 | 190.925  | 192.344  | 99,3     | 221       | 121             | 100             | 863                   |         | 150        | 214        | 37         |
| 1969 | 85.771   | 85.851   | 99,9     | 100       | 64              | 36              | 857                   |         | 50         | 163        | 36         |
| 1980 | 77.530   | 77.914   | 99,5     | 87        | 52              | 35              | 891                   |         | 47         | 115        | 40         |
| 1990 | 87.555   | 88.027   | 99,5     | 70        | 42              | 28              | 1.250                 |         | 35         | 95         | 41         |
| 1999 | 89.527   | 89.884   | 99,6     | 77        | 46              | 31              | 1.162                 | 2       | 37         | 97         | 42         |
| 2000 | 89.334   | 90.254   | 99,0     | 71        | 38              | 33              | 1.258                 | 2       | 41         | 100        | 42         |
| 2001 | 89.748   | 90.468   | 99,2     | 75        | 37              | 38              | 1.196                 | 2       | 41         | 99         | 42         |
| 2002 | 89.904   | 90.604   | 99,2     | 73        | 36              | 37              | 1.231                 | 3       | 40         | 97         | 42         |
| 2003 | 90.054   | 90.704   | 99,3     | 66        | 37              | 29              | 1.364                 | 3       | 31         | 95         | 42         |
| 2004 | 90.205   | 90.855   | 99,3     | 70        | 37              | 33              | 1.288                 | 3       | 36         | 91         | 42         |

### Per la seu de Lanciano
- Giuseppe Cappelletti, Le Chiese d'Italia dalla loro origine sino ai nostri giorni, Venècia 1870, vol. XXI, pp. 87–90 (italià)
- Dades biogràfiques de Giovanni Uva (italià)
- Per a les dades biogràfiques d'Emanuele Della Torre: M. Scioli, Il Libro di memorie di A.L. Antinori, 1995, p. 69 (italià)
- Pius Bonifacius Gams, Series episcoporum Ecclesiae Catholicae, Leipzig 1931, p. 888 (llatí)
- Konrad Eubel, Hierarchia Catholica Medii Aevi, vol. 3 Arxivat 2019-03-21 a Wayback Machine., p. 218; vol. 4 Arxivat 2018-10-04 a Wayback Machine., p. 214; vol. 5, p. 235; vol. 6, p. 251 (llatí)

### Per la seu d'Ortona
- La diòcesi d'Ortona i Campli a Catholic Hierarchy (anglès)
- Giuseppe Cappelletti, Le Chiese d'Italia dalla loro origine sino ai nostri giorni, Venècia 1870, vol. XXI, pp. 91–94 (italià)
- Francesco Lanzoni, Le diocesi d'Italia dalle origini al principio del secolo VII (an. 604), vol. I, Faenza 1927, p. 377 (italià)
- Pius Bonifacius Gams, Series episcoporum Ecclesiae Catholicae, Leipzig 1931, p. 910 (llatí)
- Konrad Eubel, Hierarchia Catholica Medii Aevi, vol. 3 Arxivat 2019-03-21 a Wayback Machine., p. 263; vol. 4 Arxivat 2018-10-04 a Wayback Machine., p. 266; vol. 5, p. 298; vol. 6, p. 320 (llatí)